# Decembristenopstand

Decembristen op het Senatskaja Plosjtsjad, schilderij door Karl Kolman (1786-1846).

De Decembristenopstand (Russisch: Восста́ние декабри́стов; ook Dekabristenopstand genoemd, naar het Russische woord Декабрь (dekabr; december) was de eerste poging om de tsaristische autocratie in het Russische Rijk ten val te brengen. De opstand vond plaats op 26 december 1825 (gregoriaanse kalender, wat overeenkwam met 14 december 1825 in de destijds in Rusland gebruikte juliaanse kalender).
Directe aanleiding was de omstreden troonsbestijging van tsaar Nicolaas I. De leiders van de opstand waren leden van de Russische adel en hoge militairen, die decembristen (of dekabristen) genoemd worden. Op 26 december 1825 verzamelden de decembristen ongeveer 3000 soldaten op het Senatskaja Plosjtsjad (Senaatsplein) te Sint-Petersburg, vlak bij de Hermitage, het paleis van de tsaar en voor het gebouw van de senaat. De opstand werd in opdracht van de nieuwe tsaar bloedig neergeslagen en de leiders werden opgehangen of naar Siberië verbannen. Honderd jaar later, in 1925, werd het Senatskaja Plosjtsjad hernoemd tot Plosjtsjad Dekabristov (Cyrillisch: Площадь Декабристов; "Decembristenplein"), een hernoeming die in 2008 weer werd teruggedraaid.

## Achtergrond
De belangrijkste initiatiefnemers van de revolte waren officieren van het keizerlijk leger van wie sommigen tot de hoogste adellijke families behoorden. De adellijke elite had de tsaar vergezeld tijdens zijn campagnes tegen Napoleon en was in West-Europa in aanraking gekomen met de ideeën van de Verlichting en de Franse Revolutie, in een tijd dat Rusland zelf nog op feodale wijze bestuurd werd. De tactiek van verschroeide aarde, die het Russische leger had toegepast tijdens Napoleons Russische veldtocht in 1812 vergde grote offers van de Russische bevolking. Onder de indruk van het lijden van het gewone volk, meenden vele hoge militairen dat het na de oorlog tijd geworden was dat volk te belonen met meer vrijheden.
Onder de Russische adel kwam door deze ideeën een nieuwe levensstijl in zwang, waarbij de decadentie van het hofleven verworpen werd. Tijdens het bal droegen de mannen bijvoorbeeld een sabel ten teken dat men niet bereid was mee te dansen. Men ging in navolging van de West-Europese aristocratische bovenlaag tijd besteden aan het bedrijven van wetenschap of liefdadigheid. Ook na de revolte van 1825 zou deze cultuuromslag in de Russische elite blijven doorwerken.
De liberale politieke en sociale hervormingen van tsaar Alexander I moedigden de stroming aanvankelijk aan. De tsaar benoemde in 1819 Michail Speranski tot gouverneur van Siberië, met de opdracht de lokale regering te hervormen. In opdracht van de tsaar begon Nikolaj Novosiltsev aan het opstellen van een grondwet in 1818. Nadat her en der onlusten uitbraken, dacht de tsaar echter dat dit het gevolg was van de hervormingen, waarop hij een veel conservatievere politiek ging voeren.

### Revolutionaire groepen
Leden van de Russische Keizerlijke Garde richtten in 1816 een geheim politiek genootschap op, de Sojoez Spasenija ("Unie van de verlossing"). Na toetreding van de revolutionaire ideoloog Pavel Pestel (1793 - 1826) werden de ideeën van de leden steeds radicaler. Na een muiterij in het Semjenov-regiment van het Russische leger in 1820 besloot men echter de activiteiten te beëindigen.
Twee groepen bleven echter in het geheim bestaan: een zuidelijke groep met als hoofdkwartier de stad Tultsjin in Oekraïne, met Pestel als een van de belangrijkste leiders en een noordelijke groep in Sint-Petersburg, waarvan Nikita Moeravjov en de prinsen Sergej Troebetskoj en Jevgeni Obolenski de leiders waren. De gematigdere noordelijke groep streefde naar een constitutionele monarchie met beperkt stemrecht, afschaffing van lijfeigenen en invoering van een grondwet, die alle inwoners van het rijk gelijke rechten gaf. De zuidelijke groep was radicaler en streefde naar afschaffing van de monarchie, het uitroepen van een republiek en herverdeling van grondbezit, waarbij de helft van het land aan de boeren toekwam en de andere helft de staat toe zou behoren.

### Directe aanleiding voor de opstand

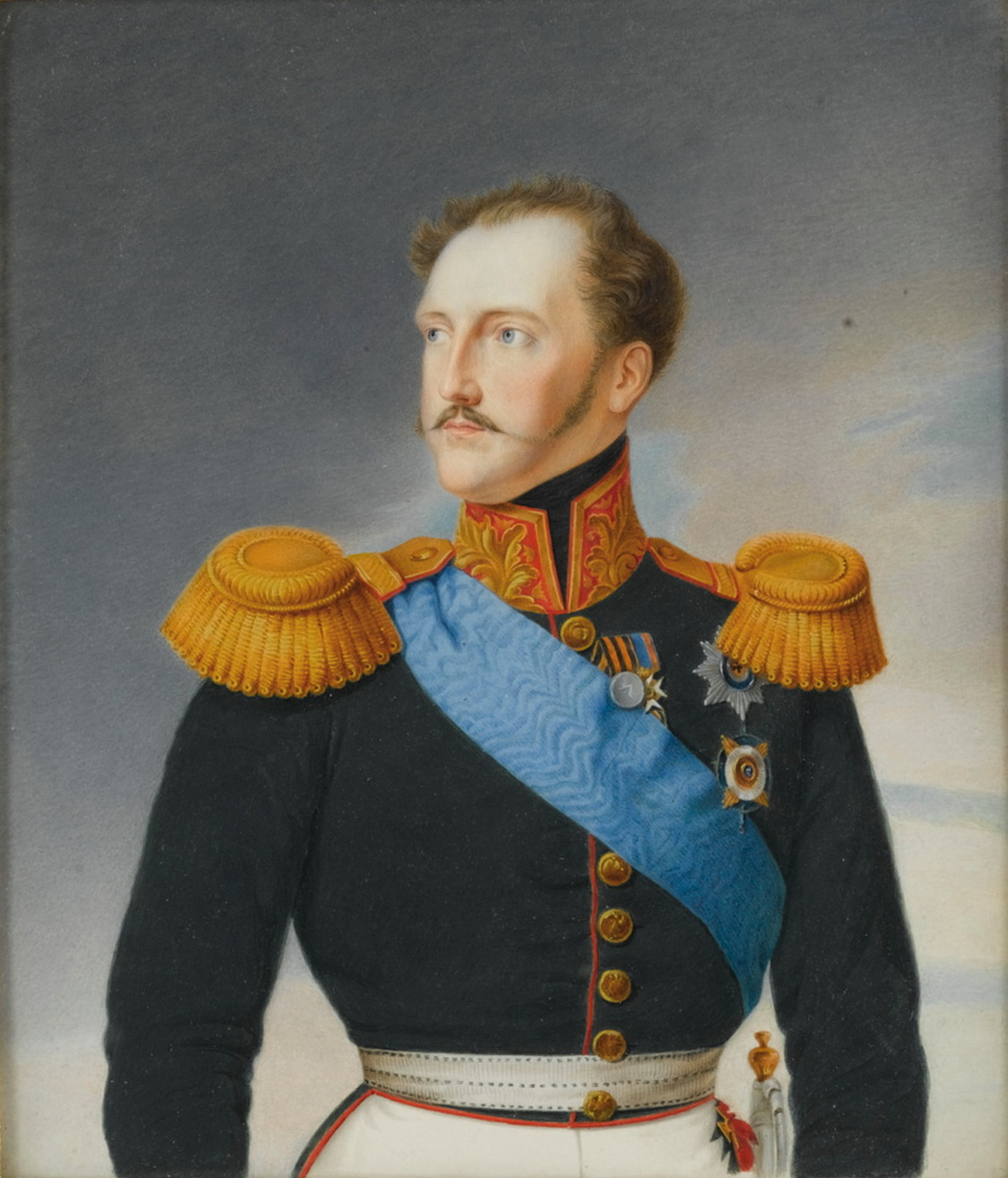
Nikolai Pavlovitsj, de latere tsaar Nicolaas I.

Directe aanleiding van de muiterij in Sint-Petersburg was het overlijden van tsaar Alexander I in de zuidelijke havenstad Taganrog, op 1 december 1825. Zijn beoogde opvolger was Konstantin Pavlovitsj, de oudste broer van de tsaar en onderkoning van Polen. Konstantin had echter in 1823 in het geheim afstand van de troon gedaan, waarvan behalve de tsaar en Konstantin zelf niemand op de hoogte was. Alexander I had zijn jongere broer Nikolai Pavlovitsj in zijn testament aangewezen als opvolger.
Omdat in het Russische rijk de afstanden groot waren duurde het even voor het bericht van de dood van de tsaar Sint-Petersburg bereikte, en voordat het bericht uit Polen kwam dat Konstantin afzag van de troon. De verwarring werd nog groter omdat in Sint-Petersburg zowel de Keizerlijke Garde als de uiteindelijke nieuwe tsaar, Nikolai Pavlovitsj, al trouw hadden gezworen aan Konstantin. Pas nadat het bericht arriveerde dat Konstantin troonsafstand deed, maakte Nikolai aanstalten de troon te aanvaarden. Inmiddels waren de decembristen, gebruik makend van de verwarring, in actie gekomen.

## Opstand in Sint-Petersburg

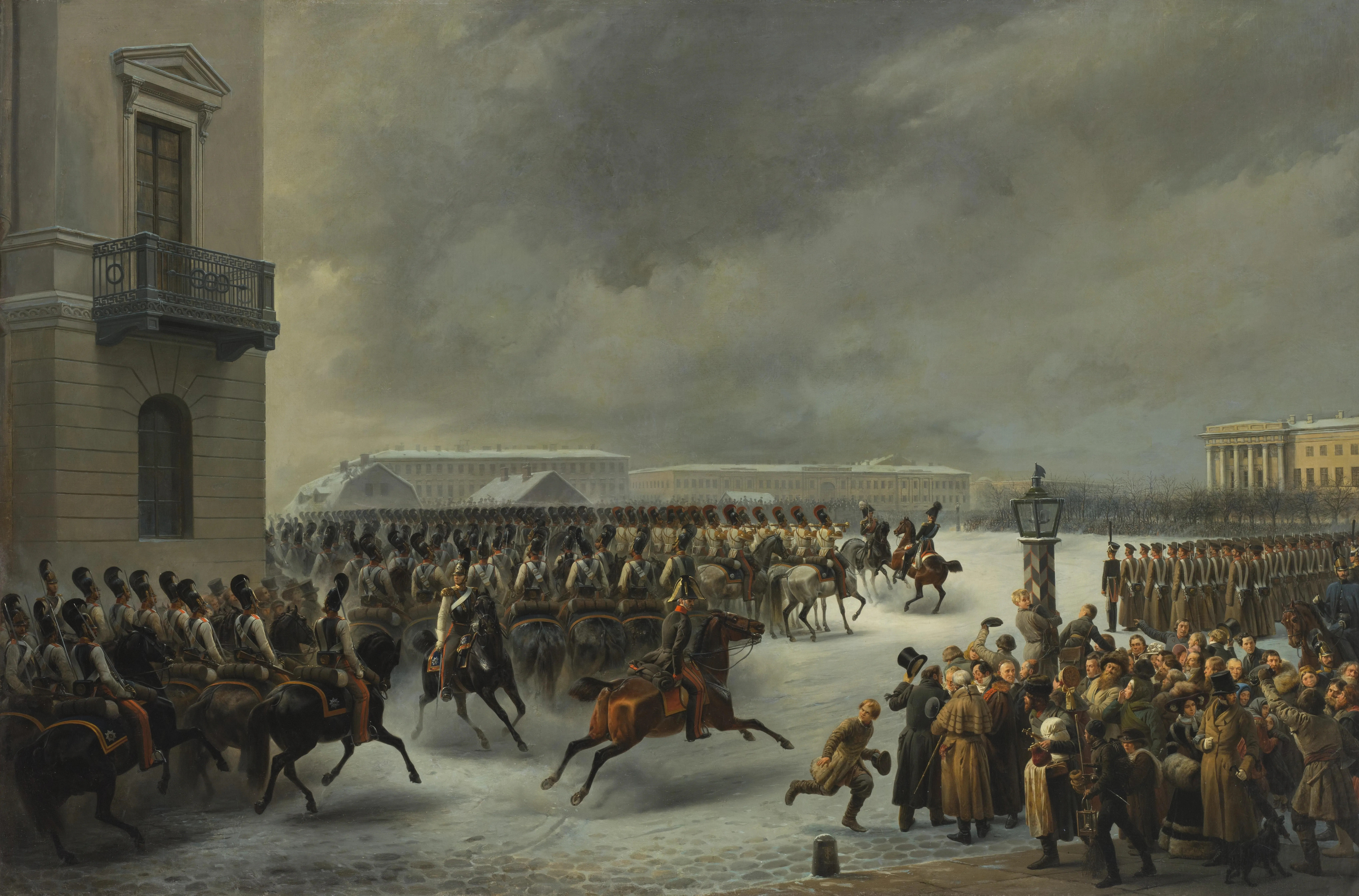
Decembristenopstand op 26 december 1825, door Vasili Timm (1820-1895).

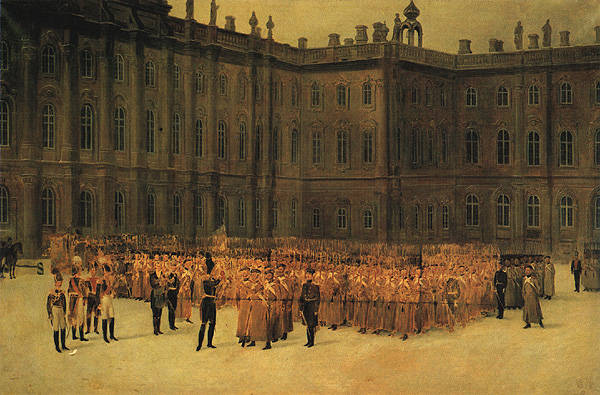
Nikolai Pavlovitsj voor een loyaal bataljon tijdens de opstand van 14 december. Schilderij van V. Masoetov uit 1861

De noordelijke groep decembristen maakte ook van de verwarring gebruik en spoorde militaire leiders aan geen trouw aan Nikolai te zweren. De leiders van de decembristen riepen daarop prins Sergej Troebetskoj uit tot interim-dictator.

### Confrontatie voor de senaat
Op 14 december zou Nicolaas als nieuwe tsaar gekroond worden. Die morgen, terwijl de senaat de eed van trouw aan Nicolaas zwoer, verzamelden een aantal revolutionistische officieren ongeveer 3000 man garnizoenstroepen op het Senatskaja Plosjtsjad. Ze gaven aan geen trouw te willen zweren aan Nicolaas, maar in plaats daarvan aan Konstantin en aan de grondwet. De gewone soldaten waren overgehaald om de kant van de opstandelingen te kiezen met beloftes over betere soldij en leefomstandigheden. Hen werd verteld dat de opstand niet tegen de monarchie was gericht, maar tegen Nicolaas en voor Konstantin.
De muiterij had echter van het begin af aan te kampen met tegenslagen. De verwachting was dat de andere troepen in de stad snel de zijde van de opstandelingen zouden kiezen, maar dit gebeurde niet. Daarnaast bleek de beoogde leider van de opstand, prins Troebetskoj, niet op te zijn komen dagen. Troebetskoj was waarschijnlijk op het laatste moment van gedachten veranderd en was naar de Oostenrijkse ambassade gevlucht. Toen zijn beoogde rechterhand, kolonel Boelatov, zijn afwezigheid opmerkte vluchtte deze ook. Na een ijlings belegd overleg besloten de muiters prins Jevgeni Obolenski tot leider te kiezen.
Er volgde een grimmige confrontatie tussen de 3000 rebellen en ongeveer 9000 soldaten loyaal aan Nicolaas, die zich opstelden voor het senaatsgebouw. De rebellen hadden zich op het Senaatsplein opgesteld, met hun rug naar het Admiraliteitsgebouw, zodat zij de verbinding tussen de Senaat en het achter hen gelegen Winterpaleis afsneden. De opstandige troepen verbroederden zich intussen met de menigte die was toegestroomd en hun worst, wodka en brood aanbood. Een tijdlang gebeurde er niets behalve het afvuren van schoten in de lucht en het roepen van de leuze: "Leve Konstantin". De rebellen deden echter geen pogingen de burgers deel te laten nemen aan de opstand.

### Onderhandelingen
Uiteindelijk verscheen Nikolai Pavlovitsj zelf op het toneel, de schoten van de rebellen trotserend. Hij was van plan de eerste dag van zijn regering aan te vangen zonder bloedvergieten en liet het vuur van de opstandelingen niet beantwoorden. Hij stuurde de gouverneur-generaal van Sint-Petersburg, generaal Michail Miloradovitsj, een oorlogsheld die groot respect had onder de troepen, op de rebellen af om ze over te halen de opstand op te geven. Miladorovitsj probeerde de rebellen toe te spreken en slaagde er bijna in hun leiders over te halen. Hij werd echter doodgeschoten door Pjotr Kachovski, een radicale jonge officier die eigenlijk van plan geweest was Nikolai te doden. Nikolai en zijn generaals reageerden niet op deze provocatie. Tegelijkertijd bestormde een groep rebellen het Winterpaleis, maar ze slaagden er niet in de poorten in te nemen.
Daarop bracht Nikolai het grootste deel van de dag door met vruchteloze pogingen met de rebellen tot een vergelijk te komen. Kachovski schoot echter ook een tweede onderhandelaar neer. De aartsbisschop van Sint-Petersburg deed ook een vergeefse onderhandelingspoging. Een laatste poging werd door de jongste broer van Nikolai, groothertog Michail, ondernomen.

### Neerslaan van de opstand
Ten slotte beval Nicolai de cavalerie een charge uit te voeren, maar vanwege de gladde straatstenen mislukte de aanval. De cavalerie werd door de menigte uitgejouwd toen de paarden slipten en uitgleden op de met sneeuw en ijs bedekte keien. Nicolai deed een laatste poging om de dag zonder bloedvergieten af te sluiten en stuurde generaal Soechozanet met de boodschap dat de muiters vergiffenis kregen als ze naar hun kazernes terugkeerden. De generaal maakte zich snel uit te voeten toen ook hij werd bekogeld. De opstandige menigte werd zich bewust van haar kracht; er werd ook in de richting van Nikolai zelf geschoten, die onder steeds grotere druk van zijn generaals kwam.
Uiteindelijk gaf Nicolai in de avond de artillerie het bevel op de rebellen te vuren. Na enkele waarschuwingsschoten mikte men resoluut op de menigte en het plein veranderde in een grote chaos. Van verzet was geen sprake meer. Het rebellenleger viel uit elkaar en vluchtte alle kanten uit. Sommige rebellen probeerden zich op de bevroren rivier de Neva te hergroeperen, maar ook hier werden ze door de artillerie onder vuur genomen en vielen veel slachtoffers. Omdat het kanonvuur het ijs brak vielen vele doden en gewonden in het ijskoude water. De uit elkaar gedreven en over de stad verspreide opstandelingen werden 's nachts een voor een opgepakt door leger- of politie-eenheden. De opstand in Sint-Petersburg was aan het einde van de nacht ten einde. Exacte cijfers over het aantal slachtoffers zijn er niet. De politie duwde doden en gewonden door de gaten in het ijs.

## Opstand in Oekraïne
Op 13 december, een dag voordat in Sint-Petersburg de noordelijke decembristen in opstand kwamen, waren in Toeltsjin Pavel Pestel en andere leiders van de zuidelijke groep gearresteerd op beschuldiging van hoogverraad. Toen de overige decembristen achter de locatie van hun opgepakte leiders kwamen, bevrijdden ze deze met geweld. Daarna nam Sergej Moeravjev-Apostol, een van de bevrijde gevangenen, de leiding over de opstandelingen op zich. De opstandelingen wisten het plaatselijke regiment te overtuigen mee te doen en wisten tot 3 januari 1826 stand te houden tegen de regeringstroepen. Ze hoorden pas een paar dagen daarvoor van de gebeurtenissen in Sint-Petersburg. De leiders die niet gesneuveld waren werden onmiddellijk naar Sint-Petersburg gestuurd.

## Vervolging van de decembristen

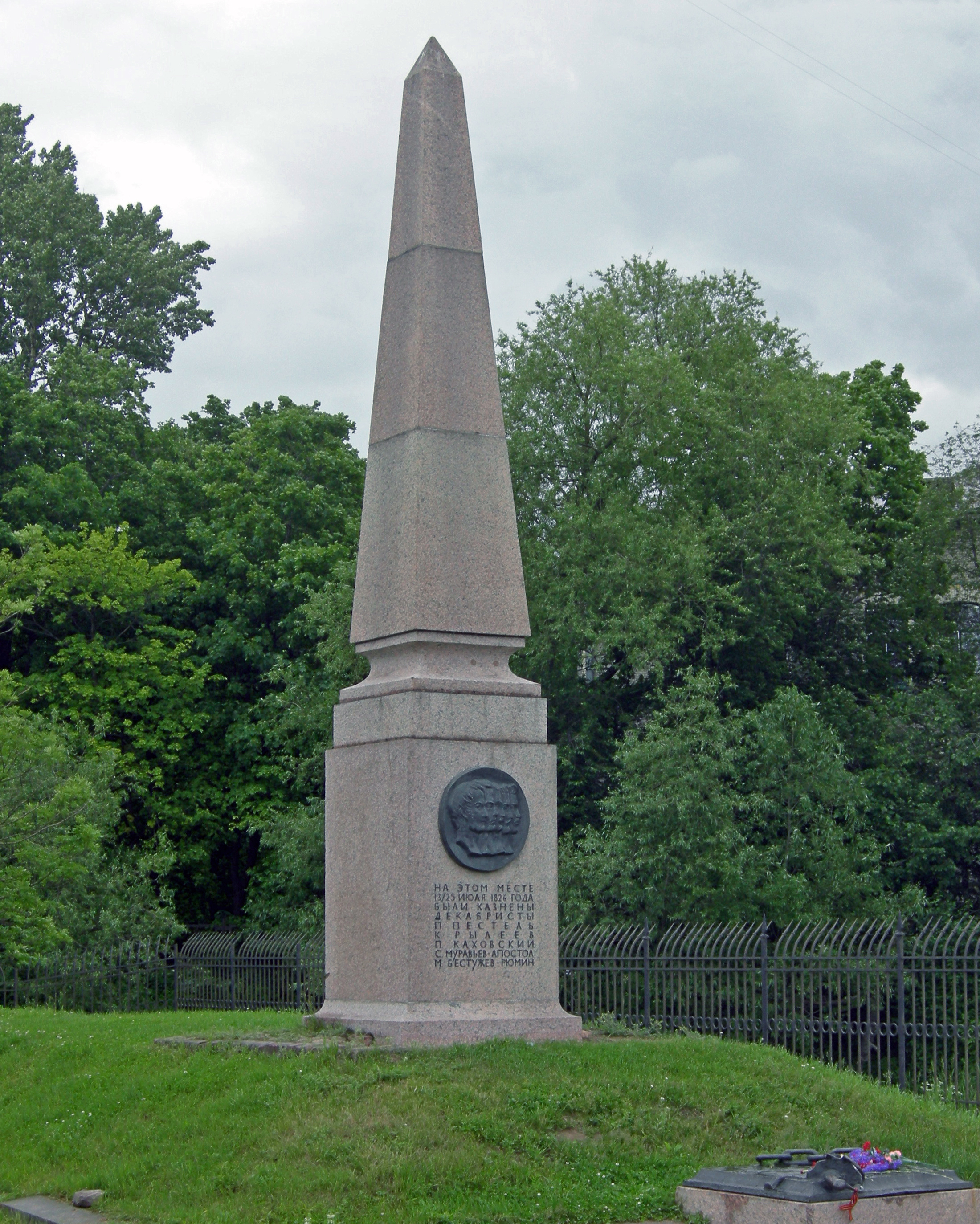
Monument ter nagedachtenis aan de vijf opgehangen decembristen in Sint-Petersburg

Nicolai Pavlovitsj, nu de nieuwe tsaar, bemoeide zich persoonlijk met de vervolging van de opstandelingen. Hij ondervroeg de betrokkenen en bemoeide zich met de strafmaat en waar en onder welke omstandigheden de schuldigen werden opgesloten. De vervolging van de decembristen was bijzonder grondig. Zelfs verre sympathisanten werden opgespoord en ondervraagd en honderden mensen belandden in gevangenissen, werden verbannen en/of tot dwangarbeid veroordeeld. Op veel leden van de aristocratische elite, zoals Aleksandr Poesjkin, Aleksandr Gribojedov en Aleksej Jermolov, viel de verdenking dat ze ten minste op de hoogte van de activiteiten van de decembristen waren geweest. Rond de 120 personen werden naar Siberië, het Russische Verre Oosten, de Kaukasus of Kazachstan verbannen.
Boelatov zou zich aangeven, een eed van trouw aan de nieuwe tsaar Nicolaas zweren, en daarna in de gevangenis zelfmoord plegen. Aleksandr Jakoebovitsj, een Kaukasisch officier die zich onder de decembristen op het Senatskaja Plosjtsjad had bevonden maar was gevlucht voor de opstand werd neergeslagen, werd 's nachts gearresteerd.

### Executies
Vijf decembristen, Pavel Pestel, de dichter Kondrati Rilejev, Michail Bestoezjev-Rjoemin, Sergej Moeravjev-Apostol en Pjotr Kachovski, werden ter dood veroordeeld. Op 25 juli 1826 werd dit vijftal door ophanging ter dood gebracht en op een onbekende plek begraven. Tijdens de terechtstelling braken de galgen echter door voordat een van de veroordeelden overleden was, wat bij het publiek een zucht van verlichting teweegbracht omdat een oude traditie bestond dat een terdoodveroordeelde die de executie overleefde per direct op vrije voeten gesteld werd. Tsaar Nikolai gelastte echter betere touwen te laten halen en de vijf werden alsnog verhangen. Dit was de laatste keer dat personen publiekelijk ter dood gebracht werden in het Russische Rijk.

### Ballingschap in Siberië
Rond de 120 personen werden naar Siberië verbannen, waar ze dwangarbeid moesten verrichten. Daaronder waren acht prominente leden van de aristocratie. Kerk en staat verordenden dat hun vrouwen mochten hertrouwen zonder officiële scheiding. Dertien vrouwen kozen er echter voor vrijwillig achter hun echtgenoten aan naar Siberië te reizen. Ze moesten hun bezittingen en kinderen achterlaten en verloren hun adellijke titels en rechten. Onder deze vrouwen zijn de bekendsten Jekaterina Troebetskaja, de vrouw van Sergei Troebetskoi, en Maria Volkonskaja, de vrouw van Sergej Volkonski. Volkonskaja volgde haar man naar de kolenmijnen van Nertsjinsk, waar hij te werk gesteld was, en beschreef de harde omstandigheden van haar vrijwillige ballingschap in Siberië in haar later gepubliceerde dagboeken. In Rusland staat een decembristenvrouw synoniem voor de liefde van een vrouw voor haar echtgenoot.

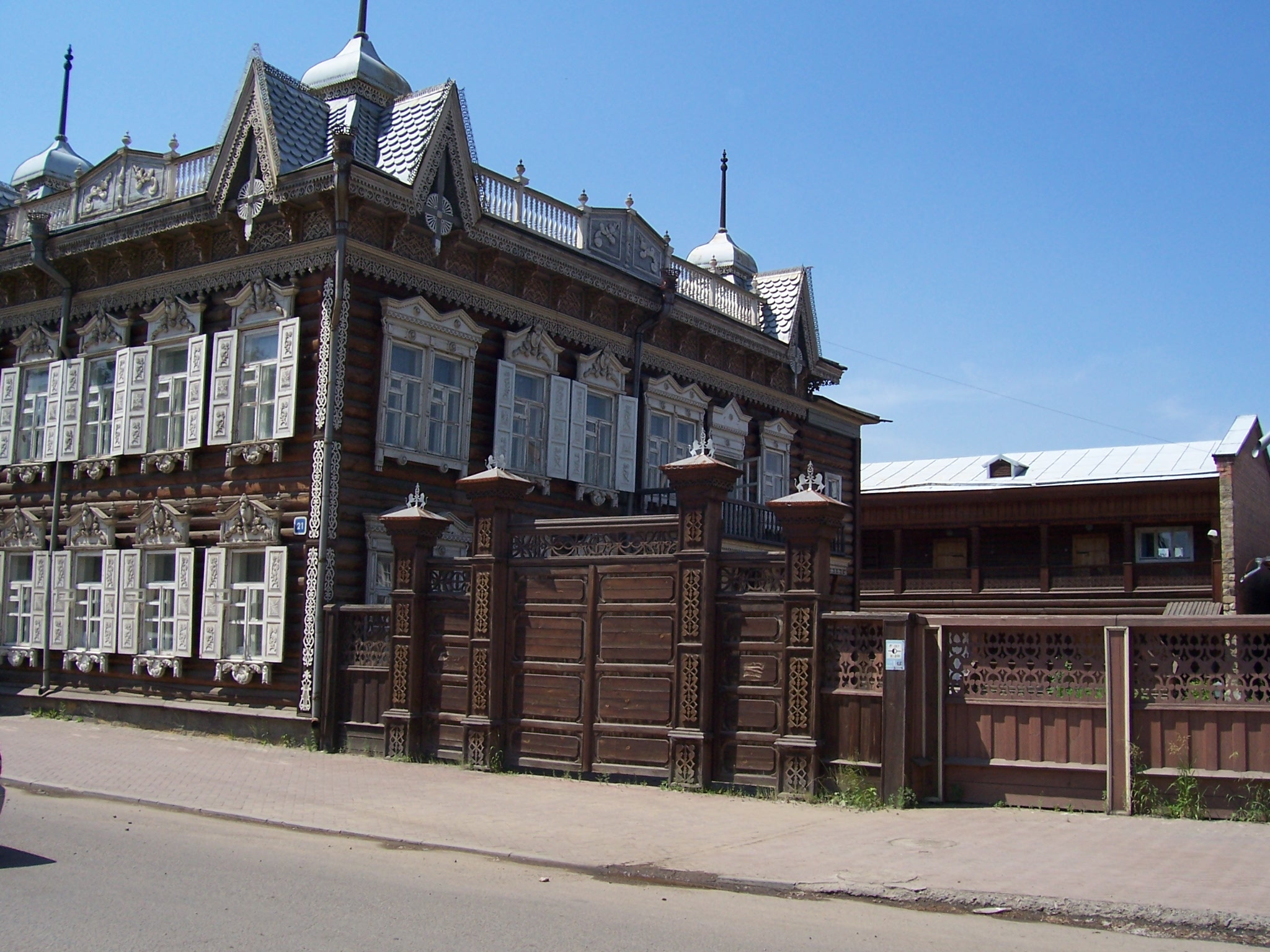
Decembristenhuis in Irkoetsk, Siberië

In Siberië vormden de decembristen een gesloten groep progressieve intellectuelen, die door briefcontact met hun vrienden en familie in het westen verbonden bleven. In tegenstelling tot het doel van de verbanning raakten ze daarom niet vergeten. De verbannen decembristen en hun lot werden eerder een symbool van de hervormingsgezinde beweging. Sommige van de decembristen maakten gebruik van de ballingschap om te laten blijken dat ze zich met de gewone bevolking verbonden voelden. Ze deden dat op manieren die ze in de aristocratische kringen van het westen van Rusland niet hadden kunnen veroorloven. Volonski liet zijn baard groeien (een gewoonte die tijdens Peter de Grote in adellijke kringen afgeschaft was), droeg dezelfde kleren als de gewone bevolking van Siberië en werkte, nadat hij uit Nertsjink ontslagen was en in Oerik een boerderij betrokken had, samen met de arbeiders op het land. Zijn vrouw Maria stichtte scholen, een weeshuis en een theater waar de bevolking van Irkoetsk muziek- en toneelvoorstellingen kon bijwonen.
Na de dood van Nicolaas I verleende tsaar Alexander II de nog in leven zijnde decembristen in 1856 amnestie. Ze kregen hun titels terug, hoewel hun bezittingen onder toezicht van de tsaar bleven staan. Troebetskoi keerde terug naar het westen (zijn vrouw was inmiddels overleden), net als de Volonski's, maar andere bannelingen bleven liever in Siberië, omdat ze de relatieve vrijheid liever hadden dan de intriges aan het hof van Sint-Petersburg. Bovendien was er na jaren ballingschap vaak weinig overgebleven om naartoe terug te keren. Veel van de bannelingen die in Siberië bleven werden daar grootgrondbezitters of boeren. In de jaren 60 en 70 van de 19e eeuw zouden ze tot idolen van de vrijheidsbeweging uitgroeien. De schrijver Leo Tolstoj, een achterneef van Sergej Volonski, is sterk door de Siberische decembristen beïnvloed.
In de stad Irkoetsk kan men nog de huizen vinden waar de decembristen tijdens hun ballingschap hebben gewoond. De vele houten huizen zijn nog in een redelijke staat en erg kleurrijk; sommige dienen als museum.

## Invloed en nasleep
Na het neerslaan van de opstand zou de absolute monarchie van het Russische Rijk nog bijna een eeuw lang standhouden, hoewel de lijfeigenschap in 1861 werd afgeschaft. Hoewel de decembristen verslagen waren had de opstand wel een aantal kleine veranderingen tot gevolg. In 1826 gaf tsaar Nicolaas I Speranski de opdracht nieuwe hervormingen door te voeren. Deze hervormingspolitiek zou gedurende Nicolaas' regering blijven doorgaan.
Hoewel het verboden was over de opstand te praten tijdens Nicolaas' regering, zou dit verbod opgeheven worden tijdens de regering van diens opvolger Alexander II. Daarop groeiden de decembristen uit tot een icoon van de hervormingsgezinde beweging in Rusland. Aleksandr Poesjkin schreef gedichten over decembristen die zijn vrienden waren. De progressieve socialist Alexander Herzen publiceerde de portretten van de vijf terechtgestelde decembristen op de voorpagina van zijn tijdschrift Poljarnaja Zvjezda. Leo Tolstojs Oorlog en vrede gaat over de hervormingsgezinde beweging en Nikolaj Nekrasov schreef lange gedichten over de decembristenvrouwen in Siberië. In de sovjettijd zou Joeri Sjaporin in 1953 een opera over de opstand schrijven.
De decembristenopstand was niet uitzonderlijk in het feit dat de opstandelingen een eigen kandidaat op de troon probeerden te plaatsen. Hoewel dit soort paleisrevoluties in het Russische Rijk geen uitzondering waren, was de decembristenopstand wel de eerste opstand in Rusland waarbij liberale hervormingen geëist werden. De decembristenopstand wordt daarom algemeen gezien als het begin van de revolutionaire beweging.